# Гай Октавій Лампадіон
Гай Октавій Лампадіон (II століття до н. е.) — давньоримський письменник-літературознавець, один з перших відомих давньоримських філологів.

## Життєпис
Стосовно дати та місця народження Лампадіона мало відомостей. Напевне він навчався в Александрії Єгипетській. Тут він сподобав філологію. По поверненню до Риму (або переїзду туди вперше) Лампадіон працював над обробкою праць Невія. Він у 130-х роках до н. е. розділив його історичну працю «Пунічна війна» на 7 книг за методою філологів-александрійців. Після цього організував її видання. Стосовно подальшого життя Гая Октавія Лампадіона немає жодних відомостей.